# 王悦 (1968年)
王悦（1968年12月—），女，回族，黑龙江齐齐哈尔人，中国农工民主党党员。中华人民共和国政治人物、第十三届全国人民代表大会辽宁省代表。

## 生平
2018年，王悦被选为辽宁省出席第十三届全国人民代表大会代表。